# Educação na Quirguisia
Educação no Quirguistão é obrigatória para nove anos, com idades entre sete e 15. depois de quatro anos de primário e cinco anos de inferior do ensino secundário, o sistema oferece dois anos de ensino secundário superior,podendo ter grau especializado ou técnico.
O Ministério da Educação e Ciência (MES) é o encarregado de educação, na Quirguisia. O orçamento da educação tem sido reduzidos e os salários dos professores e a disponibilidade do equipamento são refletidas de forma desproporcional no número reduzido de estudantes do sexo feminino.